# Steuerknüppel

Eine klassische aerodynamische Flugsteuerung, bei der mit den Bedienorganen Steuerknüppel (B) und Seitenruderpedal die Steuerflächen Querruder (A), Höhenruder (C) und Seitenruder (D) bewegt werden.

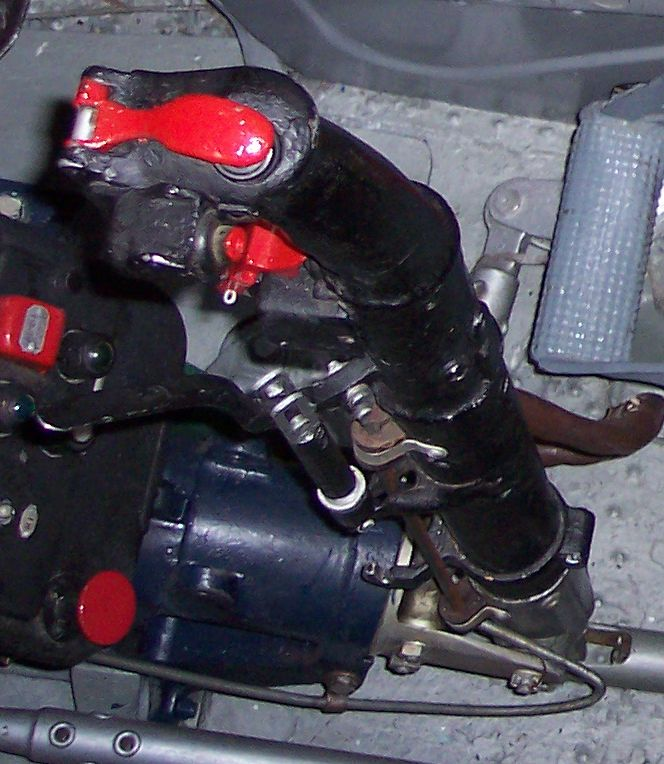
Steuerknüppel einer MiG-15

Der Steuerknüppel eines Flugzeugs ist ein Bedienorgan der Flugsteuerung, das zum gleichzeitigen Steuern von Querneigung und Längsneigung dient. Bei der klassischen aerodynamischen Flugsteuerung ist er als Hebel vor dem Pilotensitz angeordnet.
Er befindet sich vor dem Unterbauch und wird normalerweise mit einer Hand gehalten. Durch Trimmung des Flugzeugs (siehe Quer- und Höhenruder) kann der Steuerknüppel im Geradeaus- und Kurvenflug in eine kräftefreie Neutralstellung gebracht werden.
Ist der Steuerknüppel seitlich montiert, so wird er als Sidestick bezeichnet.

## Geschichte
Erstmals in eine Flugmaschine eingebaut wurde er von dem Wiener Flugpionier Wilhelm Kress im Jahr 1900. Ihm gelang jedoch kein Flug und die Erfindung geriet wieder in Vergessenheit. In ihren Wright Flyer III von 1905 hatten die Brüder Wright die Steuerung der Tragflächenverwindung in einem Steuerknüppel vereinigt. Robert Esnault-Pelterie ließ sich seine Steuerknüppel-Erfindung am 22. Januar 1907 in Paris unter der Nummer 373818 patentieren.